# Йюркинен, Янна
Янна Йюркинен (фин. Janna Jyrkinen; род. 14 февраля 2007, Хельсинки, Финляндия) — финская фигуристка, выступающая в одиночном катании. Чемпионка Финляндии (2023), участница чемпионата мира (2023) и чемпионата Европы (2023).
По состоянию на 3 ноября 2023 года занимает 37-е место в рейтинге Международного союза конькобежцев.

## Биография
Начала заниматься фигурным катанием в 2013 году. Проживает и тренируется в городе Лаппеэнранта. Катается под руководством Марины Ширшовой. Над хореографией и постановкой программ работает совместно с Анастасией Буниной и Адамом Шойей. Представляет клуб «Lappeenrannan Taitoluistelijat ry» из Лаппеэнранты.
В декабре 2022 года стала победительницей чемпионата Финляндии. За две программы набрала 174,42 балла, опередив Неллу Пелконен, которая получила 157,57 баллов, а также Минью Пелтонен, финишировавшую с результатом 156,34. Благодаря этому Йюркинен попала в состав сборной на чемпионат Европы, где была единственной представительницей Финляндии в женском одиночном катании.
15-летняя Йюркинен в короткой программе дебютного для себя чемпионата Европы, который проводился на льду «Эспоо Метро Арены», заняла восьмое место. После исполнения произвольного проката она поднялась на седьмую итоговую строчку, набрав за два выступления 176,96 балла. Попадание Йюркинен в топ-10 принесло Финляндии вторую квоту в женском катании для чемпионата Европы следующего сезона.
Завершала свой первый взрослый сезон на чемпионате мира в Сайтаме. В короткой программе Йюркинен стала двадцать первой, что гарантировало ей участие в произвольной, куда проходят двадцать четыре лучшие участницы. Во второй день соревнований она сохранила за собой двадцать первую позицию с 160,91 баллами.

## Программы
| Сезон   | Короткая программа                                             | Произвольная программа                                                          |
| ------- | -------------------------------------------------------------- | ------------------------------------------------------------------------------- |
| 2022/23 | - «Your Heart Is As Black As Night» Бет Харт, Мелоди Гардо     | - «Сказка странствий» Альфред Шнитке                                            |
| 2021/22 | - «Your Heart Is As Black As Night» Бет Харт, Мелоди Гардо     | - Сюита «Пер Гюнт»: «Утреннее настроение» «В пещере горного короля» Эдвард Григ |
| 2020/21 | - «Big Spender» Пегги Ли - «Jumpin' Jack» Big Bad Voodoo Daddy | - Сюита «Пер Гюнт»: «Утреннее настроение» «В пещере горного короля» Эдвард Григ |

## Результаты
CS: Challenger Series
| Соревнования                | 20/21         | 21/22         | 22/23         | 23/24         |
| Международные               | Международные | Международные | Международные | Международные |
| --------------------------- | ------------- | ------------- | ------------- | ------------- |
| Чемпионат мира              |               |               | 21            |               |
| Чемпионат Европы            |               |               | 7             |               |
| Гран-при Канады             |               |               |               | TBA           |
| Гран-при Финляндии          |               |               | 10            |               |
| CS Finlandia Trophy         |               |               | 10            |               |
| CS Lombardia Trophy         |               |               | 11            |               |
| CS Warsaw Cup               |               |               | 3             |               |
| Challenge Cup               |               |               | 12            |               |
| Nordics                     |               |               | 2             |               |
| Volvo Open Cup              |               |               | 1             |               |
| Международные среди юниоров |               |               |               |               |
| Гран-при Австрии            |               | 9             |               |               |
| Гран-при Франции            |               | 9             |               |               |
| Santa Claus Cup             |               | 7             |               |               |
| Bavarian Open               |               | 6             |               |               |
| Jégvirág Cup                |               | 2             |               |               |
| Nordics                     |               | 1             |               |               |
| Tallink Hotels Cup          | 5             |               |               |               |
| Национальные                |               |               |               |               |
| Чемпионат Финляндии         |               |               | 1             |               |
| ЧФ среди юниоров            |               | 1             |               |               |